# Müllenbach (Ahrweiler)
Müllenbach è un comune di 473 abitanti della Renania-Palatinato, in Germania.

Appartiene al circondario (Landkreis) di Ahrweiler (targa AW) ed è parte della comunità amministrativa (Verbandsgemeinde) di Adenau.